# 昌子内親王
昌子内親王（しょうし／まさこ ないしんのう 、天暦4年（950年） - 長保元年12月1日（1000年1月10日））は、第63代天皇・冷泉天皇の皇后。朱雀天皇皇女で、母は女御煕子女王。

## 来歴

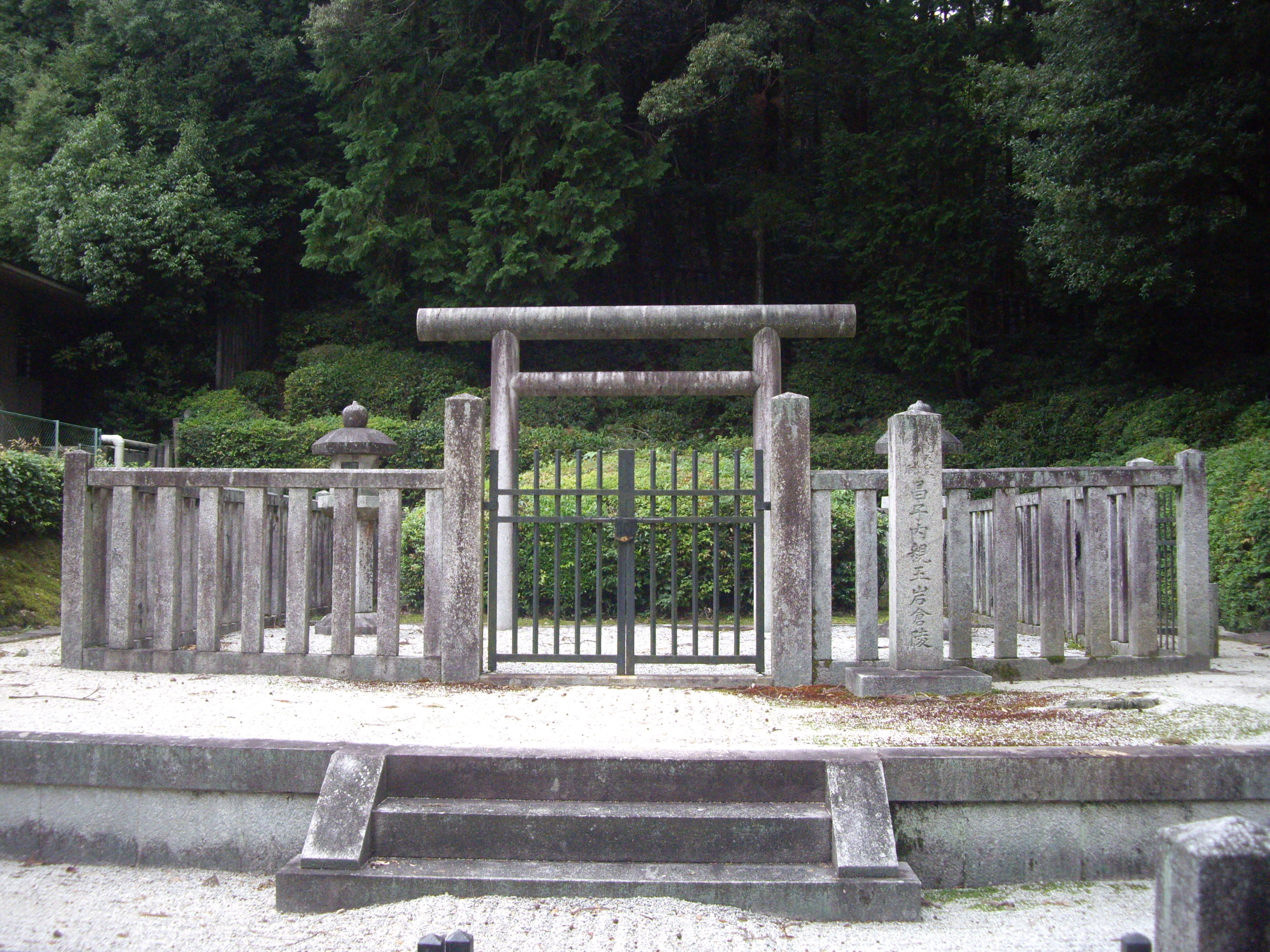
岩倉陵（京都市左京区）

父・朱雀天皇譲位後の天暦4年（950年）に誕生、同年8月10日内親王宣下を受ける。母煕子女王は生後間もなく薨去、父の上皇も一人娘・昌子内親王の行く末を案じつつ、同6年（952年）に30歳で崩御する。幼くして両親を亡くした昌子内親王は叔父村上天皇から手厚い庇護を受け、応和元年（961年）12月17日に宮中承香殿で初笄を行い、宸筆により三品に叙された。
応和3年（963年）2月、14歳で皇太子憲平親王に入内し、康保4年（967年）親王即位（冷泉天皇）に伴い、9月4日、皇后に冊立された。しかし天皇は在位わずか2年で譲位。それに伴い、8月13日、昌子内親王も東三条（三條坊門南、高倉東）に移った。その後、昌子内親王は天禄4年（973年）7月1日皇太后、寛和2年（986年）7月5日太皇太后に転じた。
冷泉天皇には奇行があったこと、また自身に有力な後見人を欠いたことなどから、昌子内親王は摂家出身の女御たちに遠慮してほとんどを里邸で過ごしたが、資質淑慎で后妃の徳ありと言われた。また仏教に帰依すること篤く、永観3年（985年）2月に北岩倉山大雲寺に観音院を創建したことから、観音院太后（かんのんいんたいこう）とも呼ばれた。子女はなく、村上天皇の第八皇子永平親王を養子とした。
昌子内親王の御所には越中守平保衡女とその娘の和泉式部が仕えており、また晩年には歌人で紫式部の伯父にあたる藤原為頼が太皇太后宮大進をつとめている。昌子内親王の和歌も『新古今和歌集』ほかの勅撰集に入集している。
長保元年（999年）3月30日より病悩し、12月1日未明に橘道貞の三条宅にて容体が急変し、急遽落髪した。そして、お香を手に盛り、西を向き、「南無阿弥陀仏」と唱えて、崩じた。享年50。12月5日、葬儀。遺言に従って山陵は築かれず、観音院に土葬された。同様に、命日を国忌としなかった。現陵は京都府京都市左京区岩倉上蔵町の観音院跡に在る岩倉陵で、明治17年（1884年）に治定された。